# Kalná Roztoka
Kalná Roztoka (maďarsky Kálnarosztoka, rusínsky Кална Розтока) je obec na Slovensku v okrese Snina. Žije zde 539 obyvatel.
V obci stojí dřevěný chrám z roku 1839. V blízkosti obce se nachází unikátní zachovalý původní karpatský prales Havešová, který je od roku 2007 zapsán v seznamu světového dědictví UNESCO.
První písemná zmínka o obci pochází z roku 1554, kdy patřila k panství Humenné Drugethovců a později Szirmayovců. Obyvatelstvo se v té době věnovalo zejména práci v lesích, pálení uhlí a pastevectví. Obec vznikla v roce 1877 sloučením dvou samostatných obcí Kalná a Roztoka.

## Chrám sv. Jana Křtitele
Chrám sv. Jana Křtitele v Kalné Roztoce byl postaven koncem 18. století a obnoven v roce 1839. Srubová tříprostorová stavba omítnutá hlínou vytváří dominantu obce Kalná Roztoka. Vnější omítku, tzv. kožich, „dostaly“ kostelíky, jejichž srub byl postaven z méně hodnotného dřeva (bříza). Nad babincem je postavena poměrně mohutná věž s jehlancovou střechou přecházející do široké klenby. Prostory jsou plochostropé a, s výjimkou odeskovaného babince, omítnuté. Polygonální ukončení svatyně a vnitřní omítka stěn zvětšuje opticky celý interiér. Chrám má téměř kompletní ikonostas s překrásnou ikonou Bohorodičky (Hodegetrie). Velmi pěkné jsou carské dveře s bočními ikonami patriarchů. Ikona oltářního stolu (prestolu) a ikonostas jsou z konce 18. století.